# Georg Leopold Gustav August von Hake
Georg Leopold Gustav August comte von Hake (né le 16 mars 1776 à Berlin et mort le 29 janvier 1838 à Magdebourg) est un lieutenant général prussien, commandant de la forteresse de Magdebourg et général commandant du 4e corps d'armée. Il est également le seigneur de Strecklin, Kuhweide et Frauenhagen.

## Biographie

### Origine
Il est issu de la branche de Staßfurt de von Ha(c)ke (de). Ses parents sont Franz Wilhelm von Hake (1740-1789) et son épouse Antoinette Juliane Charlotte, née von Lehwald (de) (1748-1832). Son père est major prussien du régiment des Gardes du Corps et seigneur de Penkun (de). Son frère, le comte Bogislav August Heinrich (1772-1848), fonde la lignée des comtes de Hacke (branche de Penkun). Son frère Wilhelm Georg Werner (1785-1841) fonde la lignée des comtes von Hacke à Altranft. Le commandant de la ville de Berlin Hans Christoph Friedrich von Hacke est son grand-père.

### Carrière militaire
Hake étudie à l'Académie de chevalerie de Brandebourg-sur-la-Havel et rejoint le régiment de la Garde du Corps de l' armée prussienne en tant que junker standard le 6 mars 1789. Là, il devient cornette le 9 septembre 1791 et participe à la campagne de Pologne de 1794. Au début d'octobre 1806, il est promu capitaine et commandant de compagnie. Pendant la guerre de la Quatrième Coalition, Hake combat à Auerstedt, Glogau et Königsberg . Le 11 janvier 1807, il est promu major.
Le 4 décembre 1811, Hake est nommé commandant du régiment de cuirassiers de Brandebourg et est admis dans l'Ordre de Saint-Jean le 7 novembre 1812. Pendant les guerres napoléoniennes, il combat dans les batailles de Lützen, Bautzen, Dresde, Kulm, Leipzig, Laon, Paris ainsi que dans les batailles de Görlitz, Bunzlau, Haynau, Liebertwolkwitz, Champaubert, Gue-a-Creme, Merry, Neuilly, Qulchy-la-Chatei, Sézanne et Claye. Merlu reçoit la croix de fer de 2e classe pour Großgörschen et pour Leipzig la 1re classe. Le 5 juin 1813, il est promu lieutenant-colonel et en septembre 1813, il devient chef de la 2e brigade de cavalerie, formée du régiment de cuirassiers de Silésie et du régiment d'uhlans de Silésie. Le 8 décembre 1813, il est promu colonel et l'année suivante commandant de brigade de la cavalerie de réserve du corps Roeder. Le 18 mars 1815, il arrive comme chef de brigade de cavalerie de réserve au 6e corps d'armée sous le commandement d'Oppen. Le 7 mai 1815, il devient commandant de brigade du 6e corps d'armée et le 24 septembre 1815, il arrive à Magdebourg en tant que commandant de la 7e brigade de cavalerie. Le 1er novembre 1815, il est promu major général.
Du 20 mars 1820 au 2 août 1824, Hake commande la 7e division d'infanterie. Il est ensuite chargé de s'occuper des affaires en tant que commandant de Magdebourg. En 1825, il reçoit la croix de service. Le 30 mars 1827, il devient lieutenant général et le 4 septembre 1830, il est nommé commandant général du 4e corps d'armée. Le 30 mars 1832, il quitte le commandement de la 7e division d'infanterie, mais reste commandant de Magdebourg. Le 30 juin 1832, Hake reçoit l'étoile de l'ordre de l'Aigle rouge, de 2e classe avec feuilles de chêne et est simultanément relevé de son poste de chef du commandement général. Il décède le 29 janvier 1838 à Magdebourg.

### Famille
Hake se marie le 24 décembre 1816 avec Henriette Elisabeth (appelée Lisinka) Johanna Ulrike, comtesse Tauentzien von Wittenberg (1785-1859), fille du général Tauentzien von Wittenberg. Le couple a les enfants suivants :
- Editha Alexandrine (1821-1889), dame d'honneur de la reine douairière
- Virginia Elisabeth (née en 1823), dame d'honneur
- Philola Mélitha (née en 1825)
- Klara Julia Bianka Helmine
- Elisabeth Katharina Hildegard Maria Anna (née en 1827)
- Florentin Eduard Alfred Arthur Maximilien (né en 1829)
- Asta Veronika Cecilia Marie (née en 1831)
- Ottilie Luise Helena Veronika Hedwige née en 1833)